# Hvalbiartunnilin
De Tunnel van Hvalba (Faeröers: Hvalbiartunnilin) is een verkeerstunnel op de Faeröer. De tunnel verbindt de dorpen Hvalba en Trongisvágur met elkaar en maakt deel uit van de belangrijkste verkeersader van het eiland Suðuroy. Momenteel zijn er twee tunnels die dezelfde naam dragen.
De oude tunnel loopt door het binnenland van het eiland, onder bergtoppen van ruim 500 meter door. Het is de oudste tunnel van de eilandengroep, gebouwd in 1963, volgens de toenmalige moderne eisen. Opvallend is dat de tunnel slechts één rijstrook heeft, voertuigen kunnen elkaar alleen passeren bij speciale uitwijkstroken, en een vrije doorrijhoogte van 3,2 meter. Zowel de enkele rijstrook als de doorrijhoogte vormen een beperking voor regulier verkeer.
Op 27 juni 2019 is begonnen met de bouw van een nieuwe tunnel die de huidige gaat vervangen. De nieuwe tunnel, genaamd Nýggjur Hvalbiartunnilin, meet 2,5 kilometer en wordt een moderne tunnel met verlichting en twee rijstroken. Bovendien worden nieuwe toegangswegen aangelegd (2,4 km vanaf Hvalba, 1,4 vanaf Trongisvágur), die een stuk lager liggen in het landschap dan de huidige toegangswegen, en daardoor 's winters beter begaanbaar blijven. Het boorwerk was op 7 juli 2020 afgerond. Wat er met de oude tunnel zal gebeuren is niet bekend. De nieuwe tunnel zal uiteindelijk aansluiten op de Suðuroyartunnilin (gepland 2030) die een vaste verbinding zal vormen tussen Suðuroy en Sandoy, dat dan via de Sandoyartunnilin verbinding heeft met de rest van het land.